# Língua lepcha
A língua lepcha, também conhecida como lapche, nünpa, rongke, róng, róng-ring, rongpa ou rongkup, é uma língua falada pelo povo lepcha [en] nas regiões do Siquim e da Bengala Ocidental, na Índia, no distrito de Ilam, no Nepal e na província de Samtse no Butão.
O lepcha pertence à família linguística sino-tibetana, no ramo tibeto-birmanês. Há 57 930 falantes atualmente, dentre os quais 47 300 na Índia, 7 730 no Nepal e 2 700 no Butão.
A língua é considerada como ameaçada de extinção. Isso se dá porque, apesar de ser utilizada para a comunicação entre seus falantes, o número de pessoas que a usam está diminuindo.

## Etimologia
O exônimo lepcha deriva da palavra nepali "lāpce" ou "lāpcā", que originalmente significava ''discurso inarticulado''.
Por outro lado, os lepcha (que referem-se a si mesmos como róng)  chamam sua língua pelo endônimo róngring, que vem da junção róng + ʔáríng, "a língua dos róng".

## Distribuição
A língua lepcha é falada principalmente em três países. Há cerca de 47300  falantes na Índia, principalmente no estado do Siquim mas também nos distritos mais ao norte do estado de Bengala Ocidental; 7730 no Nepal, no distrito de Ilam; e 2700 no Butão, na província de Samtse.
Os lepchas se autodividem em 4 grupos geográficos: Renjóngmú no Siquim; Támsángmú em Bengala Ocidental; ʔilámmú no Nepal; Promú no Butão. Esses quatro grupos falam variedades distintas da língua, que se reduzem, principalmente, a diferenças vocabulares, razão pela qual alguns autores não os consideram dialetos distintos. O lepcha falado pelos "Renjóngmú" possui maior influência do siquimês, enquanto o lepcha falado pelos "Támsángmú" possui uma maior influência do nepali.

## História

### História da língua
A língua lepcha é uma língua sino-tibetana, como diversas outras faladas no altiplano tibetano. Entre os róng, a história tradicional conta que, a partir da da neve mais pura do monte Kanchenjunga, Deus criou Fodaongthing e Nazaongnyoo, os progenitores do povo róng, e conversou com eles na língua lepcha. Mais tarde, eles ensinaram a língua a seus filhos e descendentes, passando-as de geração em geração até os dias atuais.

### História da documentação
Os primeiros documentos ocidentais acerca da língua datam de 1840, quando Archibald Campbell publicou uma pequena lista de vogais utilizadas no lepcha. Campbell também publicou, em 1869, uma breve introdução ao lepcha. Em 1849, William Start e Karl Gottlieb Niebel conduziram durante algum tempo uma escola para as crianças lepchas em Tukvár [en] e traduziram partes da Bíblia para o lepcha. A primeira gramática da língua lepcha foi escrita por George Byres Mainwaring, o primeiro a produzir estudos aprofundados sobre a língua.
Porém, a documentação da língua lepcha floresceu somente quando Aathing Kharpu Tamsang foi selecionado para trabalhar na Escola de Estudos da África e do Oriente, na Universidade de Londres, junto com Richard Keith Sprigg [en]. Aathing escreveu uma série de livros e desenvolveu  pesquisas sobre o lepcha. Alguns de seus trabalhos são:
- A Grammar of the Lepcha language (1978)
- Lazaong (1982)
- Lepcha English Encyclopaedic Dictionary (1983)

Recentemente, os principais estudos sobre o lepcha vêm sendo feitos por Helen Plaisier.

### História do ensino da língua
Desde os anos 1920, os lepchas do distrito de Kalimpong [en] lutaram para que o governo britânico introduzisse a língua lepcha nas escolas em seu distrito e no distrito de Darjeeling, mas o governo recusou as propostas e afirmou que os aborígines não poderiam ter seu idioma nas escolas e nem reconhecido como oficial.
Apesar de a Assosiação Indígena Tribal Lepcha demandar do governo do estado da Bengala Ocidental a introdução da língua lepcha nas escolas, o governo não atendeu ao pedido e a própria associação abriu 42 escolas noturnas de lepcha em Darjeeling. Em 2022, existiam 215 escolas noturnas ativas de lepcha em Darjeeling. A associação também publicou livros para o primário e secundário, novelas, prosas, poesias, revistas e reescritas de manuscritos lepchas antigos, além de introduzir uma fonte de computador para o abugida lepcha.
No estado de Siquim, o ensino em lepcha é oficial desde 1975, cobrindo as escolas primárias e sendo usado em algumas das universidades locais, como a Sikkim Alpine University.

## Fonologia

### Consoantes
A língua lepcha possui as seguintes consoantes:
|             | Bilabial | Dental | Alveolar | Alveopalatal | Retroflexo | Palatal | Velar | Uvular | Glotal |
| ----------- | -------- | ------ | -------- | ------------ | ---------- | ------- | ----- | ------ | ------ |
| Plosiva     | p b      |        |          | t d          | ʈ ɖ        | c       | k ɡ   |        | ʔ      |
| Africada    |          |        | t͡s       |              |            |         |       |        |        |
| Nasal       | m        |        | n        |              |            | ɲ       | ŋ     |        |        |
| Tepe        |          |        | r        |              |            |         |       |        |        |
| Fricativa   |          | f v    | s z      | ʃ ʒ          |            |         |       |        |        |
| Aproximante | w        | l      |          |              |            | j       |       |        | h      |

As consoantes p, ʈ, t, c, k e t͡s possuem também as formas correspondentes aspiradas: pʰ, ʈʰ, tʰ, cʰ, kʰ e t͡sʰ.
As consoantes ʈ, ʈʰ e ɖ não são originais da língua lepcha, aparecendo somente em empréstimos do tibetano.

### Vogais
A língua lepcha possui as seguintes vogais:
|             | Anterior        | Central         | Posterior       | Posterior   |
| ----------- | --------------- | --------------- | --------------- | ----------- |
|             | Não-arredondada | Não-arredondada | Não-arredondada | Arredondada |
| Fechada     | i               |                 | ɯ               | u           |
| Semifechada | e~ɛ             |                 |                 | o           |
| Média       | e~ɛ             | ə               |                 |             |
| Semiaberta  | e~ɛ             |                 |                 | ɔ           |
| Aberta      |                 | a               |                 |             |

1. ↑  O grafema 'e' pode variar entre os fonemas /e/, /ɛ/ e, raramente, /ɪ/. No geral, ocorre em sílabas fechadas como /e/ e em sílabas abertas ocorre como /ɛ/.[15] Após as consoantes /p/, /m/, /l/, /n/, /r/ e /t/, o grafema pode ser pronunciado como [ɪ], [e] ou [ɛ]. O fonema /ɛ/ não ocorre após as consoantes /ŋ/ e /k/ e o fonema /ɪ/ ocorre principalmente após as consoantes velares.[15]

### Alofonia
O fonema /a/, em alguns casos, é pronunciado como [ɑ].
O fonema /e/ também é pronunciado como [ɯ] ou [ʌ].
O fonema /u/ pode ocorrer raramente na forma de [ɨ].
O fonema /f/, em alguns casos, é pronunciado como [ɸ].
O fonema /z/ também pode ser pronunciado como [d͡z].
O fonema /r/, em alguns casos, é pronunciado como [ɾ].
O fonema /ŋ/, em alguns casos, quando no início da sílaba, possui pronúncia de [ɦ].

### Fonotática
As sílabas em lepcha são da forma C(C)(C)V(C), onde C representa uma consoante, V representa uma vogal, e itens entre parênteses são opcionais. As seguintes consoantes podem aparecer:
- n
- Na primeira posição da sílaba todas as consoantes do lepcha podem aparecer.[20]
- Na segunda posição podem aparecer /j/, /r/ e /l/ - mais especificamente, o fonema /l/ pode aparecer após /p/, /k/, /g/, /f/, /h/, /m/ e /b/,[21] enquanto /r/ pode aparecer após os fonemas /k/, /g/, /ŋ/, /p/, /f/, /b/, /m/, /h/[18] e  /y/ após as consoantes /k/, /kʰ/, /g/, /t/, /tʰ/, /d/, /p/, /pʰ/, /f/, /b/, /m/, /r/, /l/, /h/, /ʔ/ e /v/.[22]
- Todas as sílabas que possuem três consoantes no início são da forma  C-ry-V ou C-ly-V.[23]
- Ao final, como coda, podem aparecer apenas as consoantes: /k/, /p/, /r/, /t/, /ŋ/, /m/, /n/ e /l/.[20]

Não há ditongos em lepcha, todas as sílabas possuem apenas uma vogal como núcleo. Ademais, não há sílaba começada em vogal; sempre que isso acontece, a sílaba é realizada com a consoante ʔ como onset [en].

### Transformações fonológicas
Alguns exemplos de fenômenos fonológicos em lepcha:
- Os fonemas /k/ e /g/ antes de /i/ e /e/ são palatizados, sendo realizados como [kʲ] e [gʲ], respectivamente.[24]
- Os fonemas /k/, /t/ e /p/, quando na posição de coda, são realizados sem voz, nas formas aplosivas [en] [k̚], [t̚] (ou [t̪̚]) e [p̚]. Caso seja ao final da palavra, são comumente reforçados com ʔ antes do fonema, na forma de [ʔk̚], [ʔt̚] (ou [ʔt̪̚]) e [ʔp̚].[25]
- Os falantes ''Renjóngmú" pronunciam kr-, hr- ou gr- como ʈ, ʈʰ e ɖ, respectivamente.[13]
- O fonema /ʃ/ é despalatalizado, pronunciado como /s/ após /i/.[26]
- Os fonemas /l/ e /r/, após /h/, tornam-se desvozeados [en]: [r̥] e [l̥].[27]
- Os fonemas /v/ e /w/, apesar de serem considerados diferentes na língua lepcha, são pronunciados como [v], exceto quando os falantes sentem a necessidade de diferenciá-los. Tal assimilação ocorreu, principalmente, pela influência do nepali.[21] O mesmo ocorre entre /f/ e /pʰ/.[17]
- Os fonemas /o/ e /ɔ/ são comumente pronunciados um pouco elevados [en], como [o̝] e [ɔ̝], respectivamente.[16]
- Os fonemas /d/ e /t/, geralmente, são pronunciados dentalizados, na forma de [d̪] e [t̪], respectivamente.[28]

## Ortografia

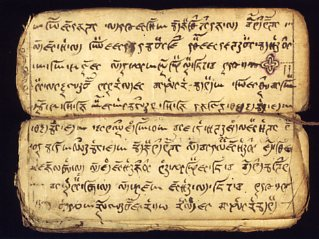
Manuscrito lepcha antigo

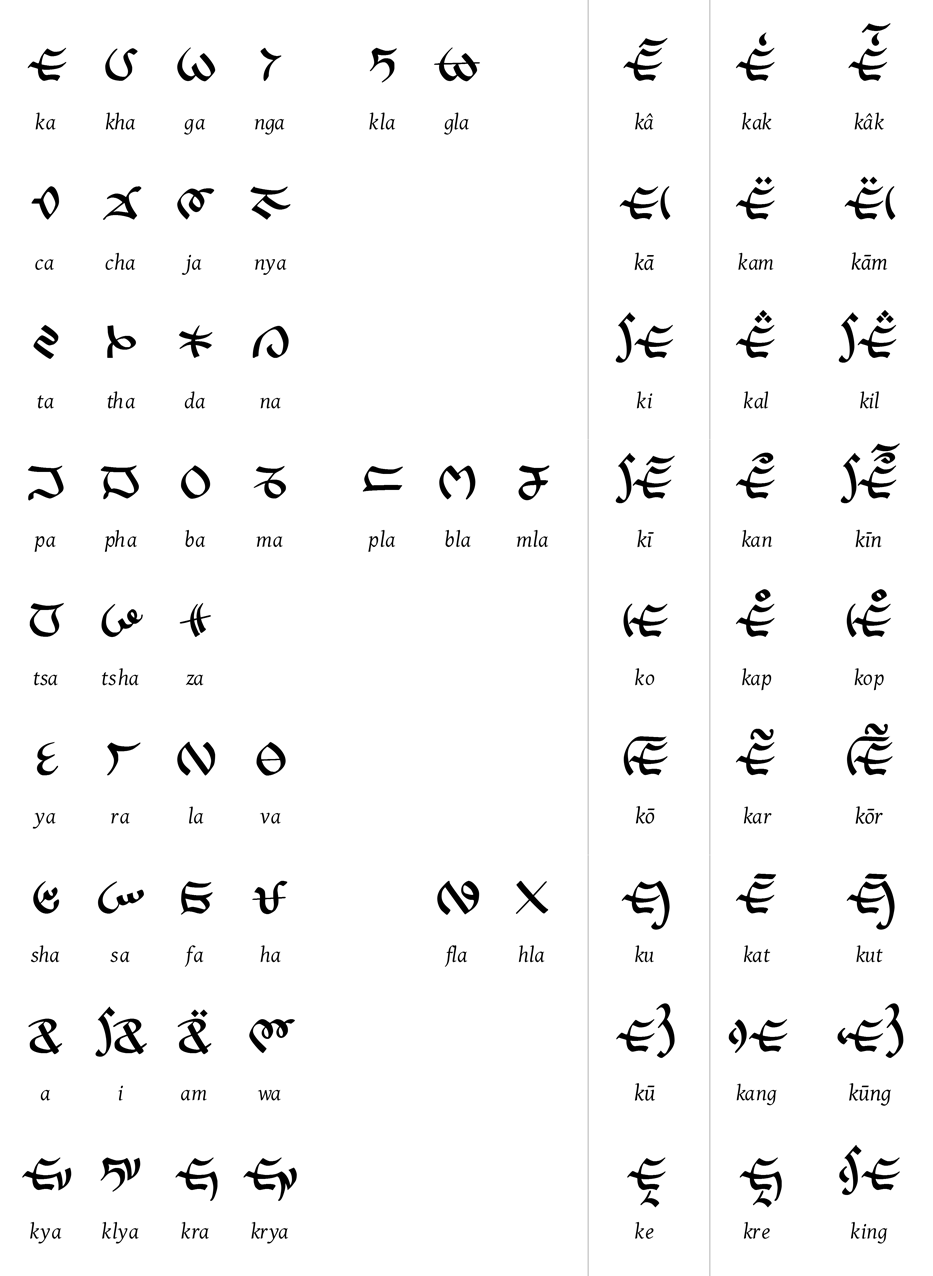
Símbolos consonantais e exemplos práticos de modificação das consoantes na escrita lepcha

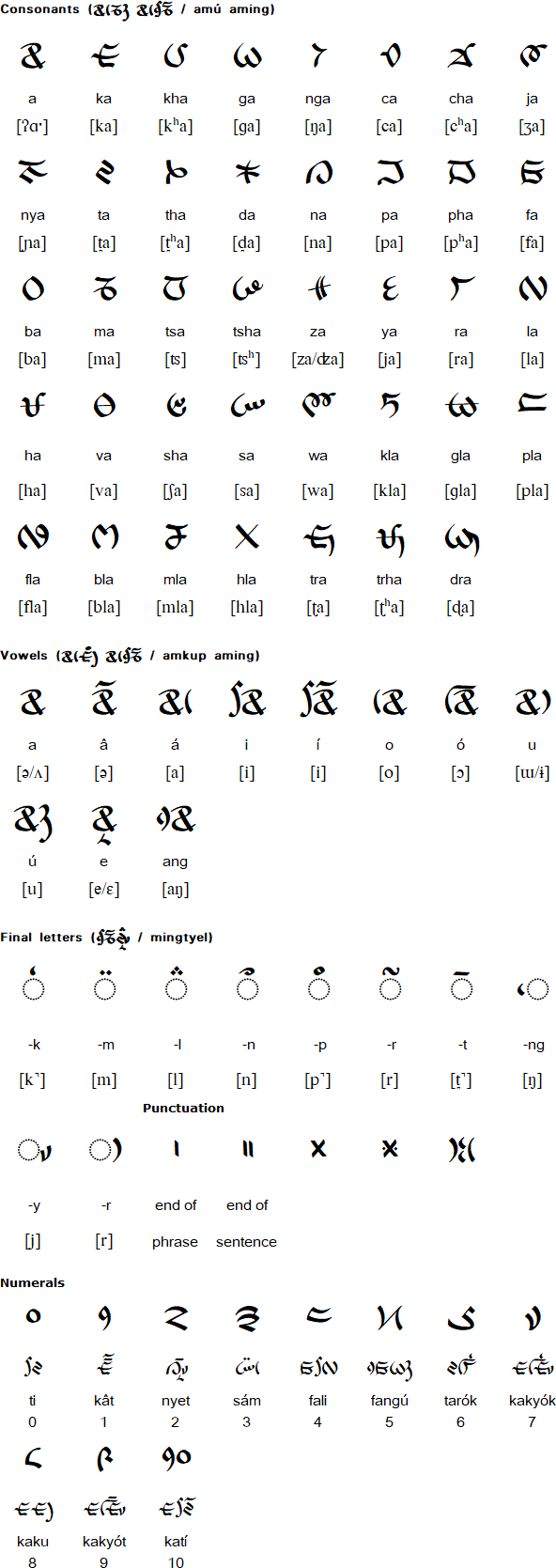
Símbolos da escrita lepcha

### Escrita lepcha
A escrita lepcha é um abugida criado especificamente para ela. Inspirada na escrita tibetana, ela pertence à família de escritas brâmicas. O abugida lepcha é escrito da direita para a esquerda e, diferente do tibetano, utiliza espaço para separar as palavras.
Como nos demais abugidas brâmicos, os símbolos principais representam as consoantes iniciais da sílaba, enquanto as vogais e as consoantes de coda são representadas como diacríticos. A vogal /a/ não é marcada. A imagem ao lado exibe os símbolos usados na escrita lepcha. Os símbolos em que só aparecem uma vogal possuem um fonema /ʔ/ inerente na posição de onset [en].
A escrita lepcha está disponível no Unicode.

### História
De acordo com a tradição lepcha, a escrita lepcha foi inventada pelo estudioso Thikúng Mensalóng, inspirado por missionários budistas, no século XVII, sendo baseada na escrita tibetana. Inicialmente, era escrita na vertical, de cima para baixo, mas, com o passar do tempo, houve uma rotação de 90º e a escrita passou a ser na horizontal. O primeiro texto impresso em lepcha foi uma tradução do Evangelho de São Matheus, publicado em 1845.

### Romanização
A romanização da escrita lepcha foi primeiramente proposta por George Byres Mainwaring. Atualmente, usa-se essa romanização com algumas pequenas modificações. A transliteração dos fonemas em lepcha para a escrita latina está exibida na tabela abaixo:
| Letra | Som(IPA) | Pronúncia                                                                               |
| ----- | -------- | --------------------------------------------------------------------------------------- |
| a     | /ə/      | [ə] como no som entre as consoantes /d/ e /v/ da palavra advogado, no sotaque português |
| â     | /ə/      | [ə] como no som entre as consoantes /d/ e /v/ da palavra advogado, no sotaque português |
| á     | /a/      | [a] como em falar                                                                       |
| b     | /b/      | [b] como em bem                                                                         |
| c     | /c/      | [c] sem equivalente em português                                                        |
| ch    | /cʰ/     | [cʰ] sem equivalente em português                                                       |
| d     | /d/      | [n] como em nadar                                                                       |
| dr    | /ɖ/      | [ɖ] sem equivalente em português                                                        |
| e     | /e/      | [e] como em estrela                                                                     |
| e     | /ɛ/      | [ɛ] com em erva                                                                         |
| f     | /f/      | [f] como em fogo                                                                        |
| g     | /g/      | [g] como em água                                                                        |
| h     | /h/      | [h] como em hat, em inglês                                                              |
| i     | /i/      | [i] como em isto                                                                        |
| í     | /i/      | [i] como em isto                                                                        |
| j     | /ʒ/      | [ʒ] como em jeito                                                                       |
| k     | /k/      | [k] como em como                                                                        |
| k     | /kʰ/     | [kʰ] como em come, em inglês                                                            |
| l     | /l/      | [l] como em eles                                                                        |
| m     | /m/      | [m] como em mar                                                                         |
| n     | /n/      | [n] como em nuvem                                                                       |
| ny    | /ɲ/      | [ɲ] como em montanha                                                                    |
| ng    | /ŋ/      | [ŋ] como em sing, em inglês                                                             |
| o     | /o/      | [o] como em novo                                                                        |
| ó     | /ɔ/      | [ɔ] como em copo                                                                        |
| p     | /p/      | [p] como em soprar                                                                      |
| ph    | /pʰ/     | [pʰ] como em support, em inglês                                                         |
| r     | /r/      | [r] sem equivalente em português                                                        |
| s     | /s/      | [s] como em ser                                                                         |
| sh    | /ʃ/      | [ʃ] como em chá                                                                         |
| t     | /t/      | [t] como em contar                                                                      |
| th    | /tʰ/     | [tʰ] como em two, em inglês                                                             |
| tr    | /ʈ/      | [ʈ] sem equivalente em português                                                        |
| trh   | /ʈʰ/     | [ʈʰ] sem equivalente em português                                                       |
| ts    | /t͡s/     | [t͡s] como em pizza                                                                      |
| tsh   | /t͡sʰ/    | [t͡sʰ] sem equivalente em português                                                      |
| u     | /ɯ/      | [ɯ] sem equivalente em português                                                        |
| ú     | /u/      | [u] como em lua                                                                         |
| v     | /v/      | [v] como em vida                                                                        |
| w     | /w/      | [w] como em eu                                                                          |
| y     | /j/      | [j] como em jeito                                                                       |
| z     | /z/      | [z] como em dizer                                                                       |
| ʔ     | /ʔ/      | [ʔ] como na pausa da expressão de negação ã-ã                                           |

Apesar de alguns fonemas possuírem duas versões na transliteração latina, isso se deve ao fato dos grafemas correspondentes em lepcha também serem diferenciados, provavelmente, devido à razões históricas.

## Gramática

### Pronomes
A língua lepcha utiliza pronomes pessoais e possessivos invariáveis em gênero mas com três flexões de número (singular, dual e plural). Além disso, as formas do singular possuem diferença entre forma reta e oblíqua.

#### Pronomes pessoais
A língua lepcha possui os seguintes pronomes pessoais:
|                 | Singular (oblíquo) | Dual  | Plural |
| --------------- | ------------------ | ----- | ------ |
| Primeira pessoa | go (kasu)          | kányí | káyú   |
| Segunda pessoa  | hó (ʔádo)          | ʔányí | ʔáyú   |
| Terceira pessoa | hu (hudo)          | hunyí | huyú   |

#### Pronomes possessivos
Para formar os pronomes possessivos dos casos dual e plural em lepcha, basta acrescentar o sufixo "-sá" no pronome pessoal correspondente. Caso o pronome seja de alguma pessoa no singular, usa-se a forma obliqua do pronome pessoal.
|                 | Singular | Dual    | Plural |
| --------------- | -------- | ------- | ------ |
| Primeira pessoa | kasusá   | kányísá | káyúsá |
| Segunda pessoa  | ʔádosá   | ʔányísá | ʔáyúsá |
| Terceira pessoa | hudosá   | hunyísá | huyúsá |

#### Pronomes demonstrativos
Os pronomes demonstrativos em lepcha são construídos a partir dos prefixos "ʔá-", que indica proximidade em relação ao falante, e "ʔo-", que indica distância em relação ao falante (similar ao uso antigo do português isto versus isso).
Há, ainda, os morfemas "pe-" ou "pí-" (intercambiáveis), que significam "lá"(mais longe do que o indicado pelo prefixo "ʔo-"), o prefixo "me-", que significa "lá em baixo", e o prefixo "ta-" ou "tá-", que quer dizer "lá em cima".
| Lepcha      | Português                       |
| ----------- | ------------------------------- |
| ʔáre        | Isto                            |
| ʔátháng     | Isto aí em cima (um pouco alto) |
| ʔáthú       | Isto lá em cima (mais alto)     |
| ʔábá        | Aqui                            |
| ʔábi        | Isto exatamente aqui            |
| ʔáfi        | Isto aqui perto                 |
| ʔálem       | Nesta direção, aqui             |
| ʔálon       | Nesta direção                   |
| ʔálol       | Desta forma, nessa direção      |
| ʔáchú       | Isto aí em baixo                |
| ʔácún       | Isto lá em baixo (mais baixo)   |
| ʔápín       | Isto do outro lado              |
| ʔábon       | Isto desse lado                 |
| ʔápín ʔábon | Isto dos dois lados             |
| ʔálom       | Como isto (comparativo)         |
| ʔátet       | Esta quatidade                  |

Outros pronomes são formados pela adição dos outros prefixos mencionados acima, apesar de nem todas as combinações existirem.
| Lepcha | Português   |
| ------ | ----------- |
| ʔábá   | Aqui        |
| ʔobá   | Lá          |
| pebá   | Lá longe    |
| mebá   | Lá em baixo |
| tábá   | Lá em cima  |

#### Pronomes interrogativos
Os pronomes interrogativos em lepcha são geralmente marcados pelo prefixo "sa-", apesar de isso não ser uma obrigatoriedade.
| Lepcha   | Português  |
| -------- | ---------- |
| shú      | o que      |
| tú       | quem       |
| shúmátne | por que    |
| sare     | o que/qual |

O pronome "tú" é usado apenas para se referir a humanos, enquanto os outros não possuem limitação de uso.
As perguntas que possuem pronomes interrogativos podem ser facultativamente marcadas com a partícula "gó" ao final da sentença, o que indica que a sentença é interrogativa. Perguntas de sim ou não não são marcadas com essa partícula.

### Artigos
A língua lepcha possui o artigo definido posposto, -re. Assim, ao sufixar a palavra "muró", que significa "homem", obtemos "muróre", que quer dizer "o homem".
Apesar de não possuir um artigo indefinido, o lepcha usa para essa função o numeral "kát" (um). Esse numeral pode ser sufixado em algum substantivo para indicar a indefinição do referente no singular; assim, a palavra "nám", que significa "ano", ao ser sufixada, na forma de "námkát", passa a ter o significado de "um ano".

### Substantivos

#### Gênero
Os substantivos em lepcha não possui flexão de gênero, mas existem sufixos específicos para indicar gênero de animais.
| Lepcha | Português                           | Exemplo     | Tradução                       |
| ------ | ----------------------------------- | ----------- | ------------------------------ |
| -bu    | Indica macho de animais             | mónbu       | Porco macho                    |
| -mót   | Indica fêmea de animais             | monmót      | Porca fêmea                    |
| -bo    | Animal reprodutor                   | lóngbo      | Touro reprodutor               |
| -gú    | Animal feminino que dá a luz        | bíkgu       | Vaca                           |
| -tsu   | Macho de porcos e cabras            | sakatsu     | Bode                           |
| -mi    | Animal feminino que nunca deu a luz | mónmi       | Porca jovem                    |
| -cúng  | Jovem de bois                       | bíklóngcúng | Boi jovem                      |
| -bop   | Boi não reprodutor                  | bíklóngbop  | Boi castrado                   |
| -sháng | Animal estéril                      | mónsháng    | Porca estéril                  |
| –tâng  | Animal gordo                        | móntâng     | Porco gordo                    |
| -bom   | Animal com sua ninhada              | híkbom      | Uma galinha com seus pintinhos |

#### Número
A flexão de número nos substantivos em lepcha é marcada pelos sufixos "-pang'', para se referir ao plural de coisas não humanas, e "-sang'', para se referir ao plural de coisas humanas ou personificadas. O singular não é marcado. 
Para se referir a quantidades exatas de coisas, usa-se o numeral correspondente após o item que desejamos quantificar. Assim "ʔákup" significa criança, "ʔákupsang" significa crianças e "ʔákup fáli" quer dizer quatro crianças.

#### Posse
Para marcar posse em lepcha, acrescenta-se o sufixo "-sá" ao possuidor, assim como na formação dos pronomes possesivos. O possuidor vem logo antes do possuído em uma sentença que envolva posse.

### Adjetivos
Os adjetivos em lepcha vêm logo após o substantivo que deve ser modificado. Muitos dos adjetivos em lepcha são formados pela adição do prefixo "ʔá-" a raiz verbal e, em alguns casos, o sufixo "-m" também é adicionado, como no exemplo "ryú" que significa "bom"(verbo) e "ʔáryúm'" que expressa "bom"(adjetivo).
| Lepcha  | Português  |
| ------- | ---------- |
| ʔáhyur  | Vermelho   |
| ʔánók   | Preto      |
| ʔádúm   | Branco     |
| ʔácor   | Azedo      |
| ʔázuk   | Bonito(a)  |
| ʔáryúm  | Bom        |
| ʔásúm   | Apimentado |
| ʔáklyam | Doce       |
| ʔáhyâng | Gelado     |
| ʔákyâng | Frio       |
| ʔál     | Brilhante  |
| ʔákhú   | Caro       |

Os adjetivos também podem ser modificados por intensificadores (advérbios); nesse caso o intensificador vêm entre o substantivo e o adjetivo.

### Verbos
Os verbos em lepcha possuem duas formas, uma regular e uma flexionada. Para os verbos terminados em consoantes, as duas formas são iguais; para os terminados em vogais, a forma flexionada é formada acrescentando-se uma das consoantes t, n ou m, após a última vogal e, caso essa vogal seja i ou o, ela é substituída por í ou ó, respectivamente. A consoante acrescentada não pode ser determinada pela forma regular do verbo.
| Regular | Flexionada | Tradução   |
| ------- | ---------- | ---------- |
| ngún    | ngún       | Tornar     |
| li      | lín        | Dizer      |
| zo      | zóm        | Comer      |
| di      | dít        | Vir        |
| tsu     | tsum       | Conhecer   |
| khu     | khut       | Poder      |
| thyák   | thyák      | Reconhecer |

#### Aspecto
Para marcar o aspecto verbal são acrescentados sufixos no verbo.
| Lepcha | Português                                                                     |
| ------ | ----------------------------------------------------------------------------- |
| -lung  | Ação simultânea à ação do verbo principal (gerúndio)                          |
| -wung  | Ação já finalizada (particípio)                                               |
| -sháng | A ação como ela é (infinitivo)                                                |
| -bám   | Ação ocorrendo sem fim definido (progressiva [en])                            |
| -hát   | Ação no passado que permanece relevante (perfectivo [en])                     |
| -bú    | Ação sem informações sobre o seu desenvolvimento no tempo (imperfectivo [en]) |
| -nón   | Indica que ocorreu uma transição completa (resultativo [en])                  |
| -tho   | Indica que a ação chegou ao fim (exaustivo [en])                              |
| -lel   | Indica que a ação está completa ou cumprida (completivo)                      |

#### Tempo
Em lepcha, o tempo verbal não marcado é o pretérito. Para marcar uma ação que não ocorre no passado é usado o sufixo "-sho". Quando apenas o sufixo "-sho" é usado, entende-se que a frase está no futuro. Para marcar o tempo presente, adiciona-se junto ao sufixo "-sho" o sufixo que indica a progressividade da ação, ou seja "-bám".

#### Modo
Em lepcha, o modo verbal é marcado por partículas ao final da sentença.
| Lepcha | Português         |
| ------ | ----------------- |
| le     | Pedido            |
| ce     | Ordem             |
| te     | Dúvida, incerteza |
| pú     | Possibilidade     |

#### Evidencialidade
Em lepcha, a evidencialidade também é marcada com partículas ao final da sentença.
| Lepcha | Português                    |
| ------ | ---------------------------- |
| lyók   | Inferência                   |
| pá     | Observação(certeza)          |
| yâmbá  | Descoberta                   |
| mere   | Dito por alguém(incerto)     |
| yang   | Dito por alguém(diretamente) |

A partícula "yang" pode ser seguida de uma sentença que indique quem disse a informação, como no exemplo "hudosá líre ʔábi yang hunum li", que significa "A casa dele é aqui, ele disse", em que a parte final da frase "hunum li" indica quem passou a informação ao falante da frase. As outras partículas vem, obrigatoriamente ao final da frase.

#### Outros casos
Há ainda duas outras partículas que podem ser sufixadas ao verbo para modificá-lo.
| Lepcha | Português |
| ------ | --- |
| -ká    | Quando está em um verbo secundário indica qual foi a finalidade da ação do verbo principal (supino)            |
| -ká    | Quando está no verbo principal encoraja ou desencoraja uma ação (hortativo [en])                               |
| -nu    | Indica que o verbo está servindo de fonte para a ação do verbo principal (apenas ocorre em verbos secundários) |

### Sentença

#### Ordem da frase e alinhamento
A ordem da frase em lepcha mais utilizada é sujeito-objeto-verbo(SOV). O alinhamento morfossintático [en] tradicional da língua lepcha é o nominativo-acusativo, ou seja, os sujeitos de verbos transitivos e intransitivos são marcados da mesma forma (no caso do lepcha, não marcados), enquanto o objeto direto recebe uma marcação adicional, o sufixo "-m", que indica o caso dativo. Porém, em alguns casos, o sufixo "-nu" é adicionado aos sujeitos de verbos transitivos, diferenciando-o do objeto direto, como em um alinhamento ergativo-absolutivo. Não existe uma condição clara para que isso ocorra, mas a tendência é que ele apareça quando o sujeito é animado (ser vivo), quando a ação do verbo já se encontra completa e quando o controle do sujeito em relação a ação do verbo é grande ou quando se quer destacar esse sujeito. Quando o sujeito e o objeto direto são animados, o sufixo "-nu" é obrigatório para marcar o sujeito. Também pode ocorrer do sufixo "-nu" ser atrelado ao sujeito de um verbo intransitivo em que o sujeito é animado, nesse caso o morfema serve apenas para destacar esse sujeito, não sendo obrigatório.

#### Frases comparativas
Frases comparativas podem ser formadas em lepcha pela adição da posposição "len", que significa "do que", logo após o substantivo que será comparado. Também, é possível o grau superlativo de comparação, para isso é acrescida a posposição "gunlen", que significa "do que tudo" ou "do que todos".

#### Negação
Para fazer uma frase se tornar negativa em lepcha acrescenta-se o prefixo "ma-" ou o mesmo prefixo junto do sufixo "-ne" ao verbo principal. Caso somente o prefixo seja adicionado, a sentença estará no imperativo. Caso o prefixo e o sufixo sejam acrescentados a frase estará no pretérito, há não ser pela adição de outros sufixos que indiquem tempo.

## Vocabulário

### Números
A língua lepcha possui um sistema numérico tradicional de base 20 com sub-base 10, ou seja, a estrutura principal dos números se repete a cada 20 unidades e, dentre as 20 menores unidades, ela se repete a cada 10. Porém, as potencias de dez possuem nome específico em lepcha.
| Indo-arábicos | Lepcha                   |
| ------------- | ------------------------ |
| 1             | kát                      |
| 2             | nyet                     |
| 3             | sám                      |
| 4             | fáli                     |
| 5             | fangú                    |
| 6             | tarók                    |
| 7             | kakyók                   |
| 8             | kaku                     |
| 9             | kakyót                   |
| 10            | kati                     |
| 11            | kati kát tháp            |
| 12            | kati nyet tháp           |
| 13            | kati sám tháp            |
| 14            | kati fali tháp           |
| 15            | kati fangú tháp          |
| 16            | kati tarók tháp          |
| 17            | kati kakyók tháp         |
| 18            | kati kaku tháp           |
| 19            | kati kakyot tháp         |
| 20            | khá kát                  |
| 21            | khá kát sá kát           |
| 22            | khá kát sá nyet          |
| ...           | ...                      |
| 30            | khá kát sá kati          |
| 31            | khá kát sá kati kát tháp |
| ...           | ...                      |
| 40            | khá nyet                 |
| 100           | gyó kat                  |
| 200           | gyó nyet                 |
| 1000          | tunghrók kát             |
| 10000         | hritsho kát              |
| 100000        | búmtsho kát              |
| 1000000       | soyá kát                 |
| 10000000      | cewo kát                 |
| 100000000     | túngchúr kát             |
| 1000000000    | sosotsho kát             |
| 10000000000   | sosotshúr kát            |
| 100000000000  | sosoyá kát               |

Os numerais de 11 a 19 ainda possuem uma forma reduzida, que é obtida pela retirada da palavra kati da forma original desses números.
| Forma Inteira    | Forma reduzida |
| ---------------- | -------------- |
| kati kát tháp    | kát tháp       |
| kati nyet tháp   | nyet tháp      |
| kati sám tháp    | sám tháp       |
| kati fali tháp   | fali tháp      |
| kati fangú tháp  | fangú tháp     |
| kati tarók tháp  | tarók tháp     |
| kati kakyók tháp | kakyók tháp    |
| kati kaku tháp   | kaku tháp      |
| kati kakyot tháp | kakyot tháp    |

Há, ainda, um sistema alternativo de contagem de base 10 em lepcha, o qual foi introduzido pelas escolas lepcha em siquim.
| Indo-arábico | Lepcha    |
| ------------ | --------- |
| 1            | kát       |
| 2            | nyet      |
| 3            | sám       |
| 4            | fáli      |
| 5            | fangú     |
| 6            | tarók     |
| 7            | kakyók    |
| 8            | kaku      |
| 9            | kakyót    |
| 10           | kati      |
| 11           | kati kát  |
| 20           | nyet thep |
| 30           | sám thep  |
| 40           | fali thep |
| 100          | gyó kát   |

### Lista de Swadesh
Abaixo se encontra um exemplo da lista de Swadesh em sua versão reduzida.
| Português   | Lepcha   |
| ----------- | -------- |
| Tudo        | gano     |
| Navio       | párdu    |
| Casca       | ʔapyi    |
| Barriga     | tabók    |
| Grande      | atin     |
| Pássaro     | fo       |
| Mordida     | cuk      |
| Preto       | anók     |
| Sangue      | vi       |
| Osso        | trhete   |
| Seios       | ningpom  |
| Queimar     | midup    |
| Nuvem       | kamblyon |
| Frio        | hiun     |
| Vir         | din      |
| Morrer      | mak      |
| Cachorro    | kaju     |
| Beber       | tong     |
| Seco        | son      |
| Orelha      | ʔanilop  |
| Terra       | sukdum   |
| Comer       | zo       |
| Ovo         | ti       |
| Olho        | ʔamik    |
| Gordura     | sud      |
| Pena        | pɑngku   |
| Unha da mão | pungci   |
| Fogo        | mi       |
| Peixe       | ngu      |
| Voar        | luk      |
| Pé          | ʔadyáŋ   |
| Cheio       | blen     |
| Dar         | bin      |
| Bom         | ʔaryum   |
| Verde       | ʔatong   |
| Cabelo      | ʔatsóm   |
| Mão         | ʔaká     |
| Cabeça      | ʔathyak  |
| Escutar     | neng     |
| Coração     | ʔa-lat   |
| Buzina      | ʔaróng   |
| Eu          | go       |
| Matar       | sot      |
| Joelho      | dyangput |
| Conhecer    | yem      |
| Vida        | loph     |
| Mentira     | da       |
| Fígado      | ʔa-bet   |
| Longo       | rhen     |
| Piolho      | suk      |
| Homem       | maró     |
| Muito       | ʔagyap   |
| Carne       | mun      |
| Lua         | la-vo    |
| Montanha    | lho      |
| Boca        | ʔabuŋ    |
| Nome        | ʔabryang |
| Pescoço     | tatuk    |
| Novo        | ʔal      |
| Noite       | sanap    |
| Nariz       | tuknóm   |
| Não         | magun    |
| Um          | kat      |
| Pessoa      | moro     |
| Chuva       | su       |
| Vermelho    | ʔahyir   |
| Estrada     | lómu     |
| Raiz        | ʔasa     |
| Redondo     | pam      |
| Areia       | tazit    |
| Dizer       | lin      |
| Semente     | ʔalim    |
| Ver         | ngak     |
| Sentar      | ngan     |
| Pele        | kombu    |
| Dormir      | mikthap  |
| Pequeno     | cubu     |
| Fumaça      | mikan    |
| Ficar       | lukding  |
| Estrela     | sahór    |
| Pedra       | lóng     |
| Sol         | satsuk   |
| Cauda       | taksim   |
| Isto        | ʔáre     |
| Isso        | ʔore     |
| Porém       | hó       |
| Língua      | ʔali     |
| Dente       | ʔafo     |
| Três        | kun      |
| Dois        | nyet     |
| Caminhar    | lom      |
| Esquentar   | rhun     |
| Água        | ʔung     |
| Nós         | kayu     |
| Que         | shu      |
| Branco      | ʔadun    |
| Quem        | to       |
| Mulher      | taayu    |
| Amarelo     | paʔyor   |

## Menções
- A língua lepcha foi tema de um problema da  (NACLO). no ano de 2019, abordando o seu sistema de escrita.[77]